# Скочище (посёлок)
Скочи́ще (укр. Скочище) — посёлок, входит в Брусиловский район Житомирской области Украины.
Население по переписи 2001 года составляло 126 человек. Почтовый индекс — 12643. Телефонный код — 4162. Занимает площадь 19,721 км². Код КОАТУУ — 1820985003.

## Местный совет
12643, Житомирська обл., Брусилівський р-н, с.Скочище, вул.Мороженка